# Cincuenta y cinco
El cincuenta y cinco (55) es el número natural que sigue al cincuenta y cuatro y precede al cincuenta y seis.

## Propiedades matemáticas
- Es un número compuesto, que tiene los siguientes factores propios: 1, 5 y 11. Como la suma de sus factores es 17 < 55, se trata de un número deficiente.
- Es el décimo término de la sucesión de Fibonacci, después de 34 y antes de 89.
- Número triangular.
- Número piramidal cuadrado.

## Características
- Es el código telefónico internacional de Brasil.
- 55 es el número atómico del cesio.

- Datos: Q686819
- Multimedia: 55 (number) / Q686819